# Gurasada
Gurasada è un comune della Romania di 1 622 abitanti, ubicato nel distretto di Hunedoara, nella regione storica della Transilvania.
Il comune è formato dall'unione di 10 villaggi: Boiu de Jos, Boiu de Sus, Cărmăzănești, Câmpuri de Sus, Câmpuri-Surduc, Dănulești, Gothatea, Gurasada, Runcșor, Ulieș.